# Ilse Kaschube
Ilse Kaschube, née le 24 juin 1953 à Altentreptow, est une kayakiste est-allemande.

## Carrière
Ilse Kaschube participe aux Jeux olympiques de 1972 à Munich et remporte la médaille d'argent en K-2 500 m avec Petra Grabowsky.
Aux Championnats du monde de course en ligne de canoë-kayak de 1973, elle est médaillée d'or en K-2 500 m et aux Championnats du monde de course en ligne de canoë-kayak de 1974, elle est médaillée d'or en K-4 500 m. 